# Станционное (Житомирская область)
Станцио́нное (укр. Станційне) — село в Лугинском районе Житомирской области Украины.

## Население
Население по переписи 2001 года составляет 514 человек.

## Местный совет
Село Станционное входит в состав Лугинского поселкового совета.
Адрес местного совета: 11301, Житомирская область, Лугинский р-н, пгт Лугины, ул. К. Маркса, 2-а.